# Fly (альбом Dixie Chicks)
| Оценки критиков      | Оценки критиков                                                   |
| Источник             | Оценка                                                            |
| -------------------- | ----------------------------------------------------------------- |
| Allmusic             | Allmusic                                                          |
| Entertainment Weekly | A− link                                                           |
| Melodic.net          | link                                                              |
| Plugged In           | (unfavorable) link                                                |
| PopMatters           | link                                                              |
| Q                    | [www.cduniverse.com/productinfo.asp?pid=1240820&style=music link] |
| Robert Christgau     | [ 1 ]                                                             |
| Rolling Stone        | link                                                              |

Fly — пятый студийный альбом американской кантри-группы Dixie Chicks, вышедший 31 августа 1999 года на лейбле Monument. Продюсерами были Блейк Ченси и Пол Уорли. Диск возглавил общеамериканский хит-парад Billboard 200 (впервые в их карьере), кантри-чарт Top Country Albums (второй их кантри № 1), а также получил премию Грэмми в категории Лучший альбом в стиле кантри. Также диск получил награды Academy of Country Music Awards (Лучший альбом года) и Country Music Association Awards (Альбом года).
В 2022 году альбом был назван одним из лучших кантри-альбомов в истории и занял пятое место в списке The 100 Greatest Country Albums of All Time журнала «Rolling Stone».

## Об альбоме
Альбом получил положительные отзывы музыкальных критиков.
10 февраля 2000 года альбом был номинирован на музыкальную премию Грэмми в 4 категориях и победил в двух: Лучший альбом в стиле кантри (это вторая из их 4 наград в этой номинации: победы одержали их диски Wide Open Spaces в 2000, Home в 2003 и Taking the Long Way в 2007) и Лучшее выступление кантри-группы с вокалом (где они 5-кратные победители: в 1999 за «There’s Your Trouble», в 2000 за «Ready to Run», в 2003 за «Long Time Gone», в 2005 за «Top of the World» и в 2007 за «Not Ready to Make Nice»). Две другие номинации: Альбом года и Лучшая кантри-песня. Альбом пробыл 32 недели на № 1 в кантри-чарте (Billboard Top Country Albums), побив рекорд группы Alabama (28 недель).
Альбом получил бриллиантовый статус RIAA 25 июня 2002 года в США за продажи 10 млн копий. К октябрю 2003 года тираж в США достиг 8,396,000 копий.

## Список композиций
1. «Ready to Run» (Marcus Hummon, Martie Seidel) — 3:52
2. «If I Fall You're Going Down with Me» (Matraca Berg, Annie Roboff) — 3:05
3. «Cowboy Take Me Away» (Seidel, Hummon) — 4:51
4. «Cold Day in July» (Richard Leigh) — 5:12
5. «Goodbye Earl» (Dennis Linde) — 4:19
6. «Hello Mr. Heartache» (Mike Henderson, John Hadley) — 3:49
7. «Don’t Waste Your Heart» (Emily Erwin, Natalie Maines) — 2:49
8. «Sin Wagon» (Maines, Erwin, Stephony Smith) — 3:41
9. «Without You» (Maines, Eric Silver) — 3:32
10. «Some Days You Gotta Dance» (Troy Johnson, Marshall Morgan) — 2:30
11. «Hole in My Head» (Jim Lauderdale, Buddy Miller) — 3:22
12. «Heartbreak Town» (Darrell Scott) — 3:53
13. «Ain’t No Thang but a Chickin' Wang» — 0:06 (not a song, but a 6 second fading tone)
14. «Let Him Fly» (Patty Griffin) — 3:07

## Позиции в чартах

### Альбом
| Чарт (1999)                       | Высшая позиция |
| --------------------------------- | -------------- |
| U.S. Billboard Top Country Albums | 1              |
| U.S. Billboard 200                | 1              |
| Canadian RPM Country Albums       | 1              |
| Canadian RPM Top Albums           | 6              |

## Сертификации/продажи
| Страна    | Сертификация | Продажи     |
| --------- | ------------ | ----------- |
| США       | 10 ×Platinum | 8,396,000   |
| Канада    | 3x Platinum  | 300,000     |
| Австралия | Platinum     | 35,000      |
| В мире    |              | 12,500,000+ |

## Награды
Грэмми
| Год  | Победитель     | Категория                                  |
| ---- | -------------- | ------------------------------------------ |
| 2000 | «Ready to Run» | Лучшее выступление кантри-группы с вокалом |
| 2000 | Fly            | Лучший альбом в стиле кантри               |